# Sarandí
Sarandí (també coneguda com a Sarandí de Barceló) és una localitat de l'Uruguai, ubicada a l'est del departament de Cerro Largo, sobre la frontera amb el Brasil.
Es troba a 40 metres sobre el nivell del mar. Té una població aproximada de 800 habitants.